# Nsumba
Pour les articles homonymes, voir Sumba.
L’île Nsumba ou Sumba est une des plus larges îles sur le fleuve Congo. Elle est située en République démocratique du Congo, à une dizaine de kilomètres en amont de Makanza. Sa longueur est de 80 km et a une superficie d’environ 370 km2.